# Los Tres Soldados
Los Tres Soldados, también conocida como Los Tres Militares (en inglés The Three Soldiers o The Three Servicemen) es una estatua de bronce en el National Mall de Washington D. C. que conmemora la guerra del Vietnam. El grupo consiste de tres hombres jóvenes, con armas y uniformes correspondientes a la época de la guerra de Vietnam, e identificables como caucásico, afroamericano e hispano. Se diseñó para completar el Monumento a los Veteranos del Vietnam, añadiendo un componente más tradicional. La estatua, que fue descubierta el Día del Veterano de 1984, fue diseñada por Frederick Hart, que quedó tercero en la competición para el diseño.
Descripción de Hart:

       "Veo la pared como un océano, un mar de sacrificio que es agobiante y casi incomprensible debido a la extensión de los nombres. Pongo estas figuras en la orilla del mar, mirándolo, estando vigilantes, reflejando la cara humana de ella, su corazón humano.

       "El retrato de estas figuras es consistente con la historia. Llevan uniformes y llevan equipamiento de guerra; son jóvenes. El contraste entre la inocencia de su juventud y las armas de guerra subraya la intensidad de sus sacrificios. Es en ellos que se ve el contacto físico y el sentido de unidad que requiere los lazos de amor y sacrificio que es la naturaleza de los hombres en la guerra. Y aun así están solos. Su fuerza y su vulnerabilidad son evidentes. El verdadero heroísmo recae en estos lazos de lealtad en la cara de su soledad y su vulnerabilidad.

La estatua y La Pared del Monumento de los Veteranos del Vietnam parecen interactuar entre ellos, con los soldados mirando solemnemente los nombres de sus camaradas muertos. El escultor Jay Hall Carpenter, que fue asistente de Hart en el proyecto, explica que la escultura se puso especialmente ahí para crear ese efecto. "Llevábamos una gran maqueta de tamaño natural de los soldados alrededor del monumento intentando encontrar la ubicación hasta que encontramos el sitio perfecto. Es aquí donde la escultura para mirar por encima del mar de los caídos."